# (Là) où je pars
(Là) où je pars – debiutancki album studyjny Emmanuela Moire, wydany 13 listopada 2006 przez wytwórnię płytową Warner Music France. 
Wersja podstawowa albumu zawiera 11 utworów, a także utwory „Le sourire” oraz „Si c’était ca la vie” nagrane w wersjach akustycznych.
Producentem wykonawczym albumu był Jef Cahours de Virgile. Za mastering albumu odpowiedzialny był Raphaël Jonin, a za miksowanie Pete Schwier oraz Charles Mendiant. Reżyserem albumu był Pierre Jaconelli. Okładkę graficzną oraz fotografie wykonywał Greg Soussan.
Wydawnictwo notowane było na 34. miejscu walońskiego zestawienia sprzedaży Ultratop 50 Albums w Belgii, 8. pozycji na tworzonej przez Syndicat national de l’édition phonographique liście albumów we Francji, a także 94. pozycji w zestawieniu Alben Top 100 w Szwajcarii. Album uzyskał status złotej płyty we Francji.

## Lista utworów
Opracowano na podstawie materiału źródłowego.
1. „Celui que j’étais” – 3:51
2. „Le sourire” – 3:56
3. „Je vis deux fois” – 3:29
4. „Là où je pars” – 4:37
5. „Ça me fait du bien” – 3:37
6. „Rien ni personne” – 3:49
7. „La femme qu’il me faut” – 3:32
8. „La fin” – 4:21
9. „Si c’était ça la vie” – 4:01
10. „Plus que jamais” – 4:09
11. „Merci” (wraz z Claire Joseph) – 4:04
12. „Le sourire” (wersja akustyczna) – 4:00
13. „Si c’était ça la vie” (wersja akustyczna) – 4:28

## Pozycja na liście sprzedaży
| Kraj       | Notowanie (2006)   | Najwyższa pozycja | Certyfikat  |
| ---------- | ------------------ | ----------------- | ----------- |
| Francja    | SNEP               | 8                 | złota płyta |
| Belgia     | Ultratop 50 Albums | 34                |             |
| Szwajcaria | Alben Top 100      | 94                |             |